# Marais de Tantramar

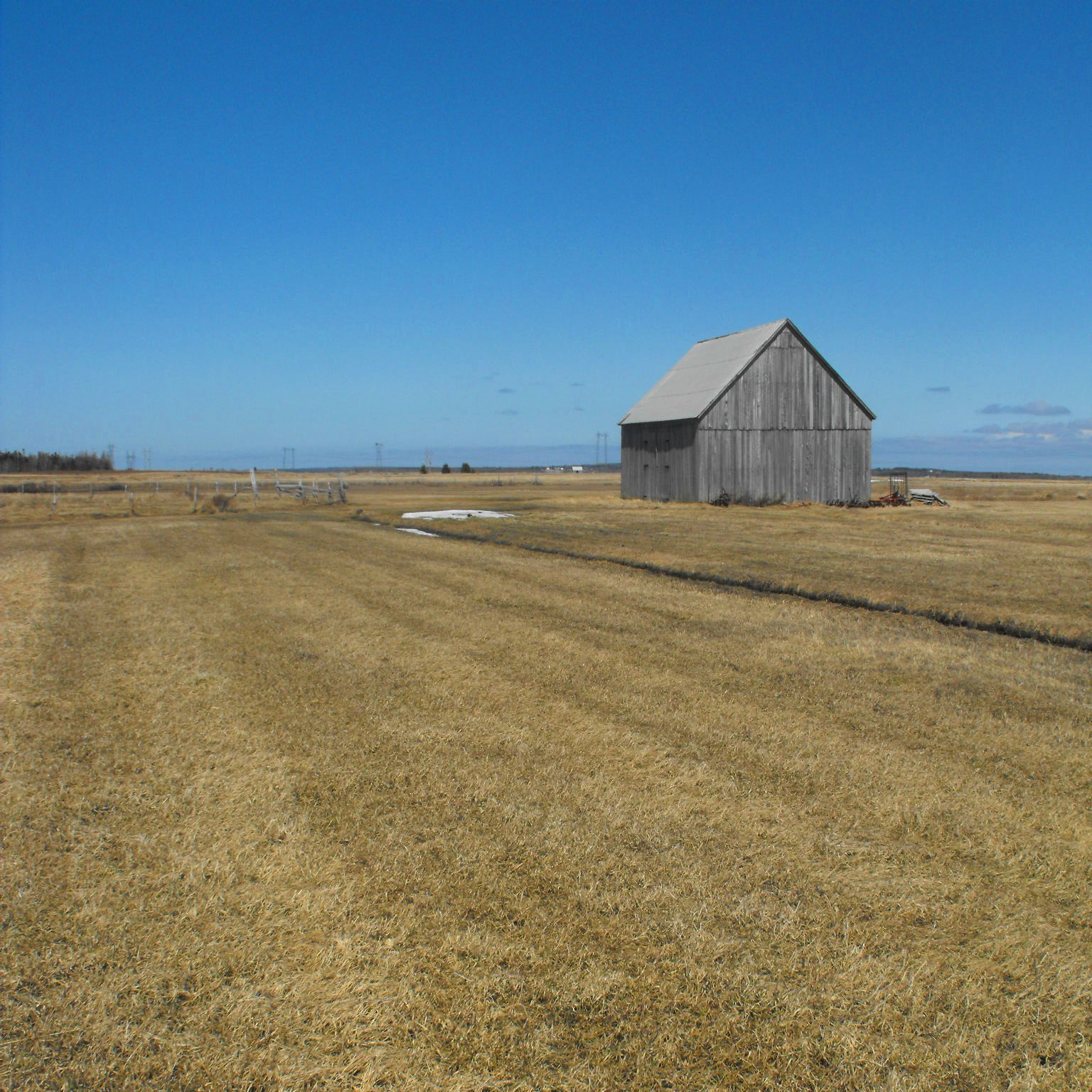
Vue d'une grange sur le marais de Tantramar.

Le marais de Tantramar ou Tintamarre est situé dans la partie sud de l'Isthme de Chignectou, qui rejoint les provinces canadiennes du Nouveau-Brunswick et de la Nouvelle-Écosse.

## Toponymie
Le nom de Tantramar vient du mot français Tintamarre qui signifie le vacarme produit par le « sons discordants » fait par les oiseaux. Le terme désigne également de nos jours une tradition acadienne de marcher à travers sa communauté en faisant du bruit, souvent pour la célébration de la Fête nationale de l'Acadie, notamment lors du Festival acadien de Caraquet.

## Géographie
Avec une superficie de 20 230 hectares, le marais de Tantramar est un des plus grands marais de la côte orientale d'Amérique du Nord. 

## Biodiversité
Le marais de Tantramar est un lieu de vie animale pour de nombreuses espèces d'oiseaux migrateurs, comme les scolopacidae (bécasses, bécassines, bécassins), la bernache du Canada. Il constitue aujourd'hui une réserve nationale de faune au Canada.